# Rada bezpečnosti OSN
Rada bezpečnosti (angl. United Nations Security Council, zkr. UNSC) je jeden ze šesti orgánů Organizace spojených národů (OSN), zkratkou RB OSN, který je odpovědný za zajištění světového míru a bezpečnosti. Do jeho kompetence v rámci OSN také patří rozhodování o přijetí nových členů, či schvalování změn Charty OSN. Zatímco usnesení ostatních orgánů jsou ve vztahu k členským státům OSN pouze doporučující, rezoluce Rady bezpečnosti jsou závazné a Rada může dát mandát k jejich vynucování silou, např. mírovými silami OSN.
Rada je složená z 15 členů, zástupců 15 států. Nejvýznamnější postavení má pět stálých členů, kterými jsou vítězné mocnosti druhé světové války a náleží jim právo veta. Tím je prakticky vyloučeno, aby Rada bezpečnosti rozhodla proti zájmům těchto pěti států. Zbylých deset členů má spíše podpůrnou a reprezentativní funkci, jsou voleni na dvouleté období Valným shromážděním OSN s ohledem na zeměpisné zastoupení.

## Historie

### Společnost národů
Po 1. světové válce se vítězné mocnosti (USA, Velká Británie, Francie, Itálie a Japonsko) snažily navrátit světu jeho rovnováhu. Nástrojem, který by tohoto cíle měl dosáhnout, byl podle amerického prezidenta T. Woodrowa Wilsona založení mezinárodní organizace Společnosti národů. Ta však neměla žádné prostředky na potrestání agresorů (např. italsko-etiopská válka). Jako konečný nezdar se dá považovat vypuknutí 2. světové války.

### Vznik Organizace spojených národů
Charta OSN byla podepsána 26. června 1945 na mezinárodní Konferenci Spojených národů o mezinárodním uspořádání v San Francisku 50 zakládajícími státy. Oficiálně vznikla 24. října 1945. kdy byla ratifikována většinou zakládajících členů.

## Členové

Členové RB OSN (2023). Modře stálí členové, zeleně nestálí členové.

Rada bezpečnosti je patnáctičlenná. Pět členů jsou tzv. stálí členové se zvláštními pravomocemi, zbylých 10 členů (nestálí členové) je voleno Valným shromážděním OSN na dvouleté období a to tak, že každým rokem se obmění pět členů. Zajímavým faktem je, že všech pět stálých členů Rady bezpečnosti je shodných s pěti jadernými mocnostmi, které jsou signatáři Smlouvy o nešíření jaderných zbraní.

### Stálí členové
Po druhé světové válce se pěti stálými členy staly vítězné velmoci, vybrané státy na straně Spojenců. Čína byla reprezentována Čínskou republikou, jejíž moc se po občanské válce omezila na ostrov Tchaj-wan. Na pevnině zvítězili komunisté, kteří roku 1949 vyhlásili Čínskou lidovou republikou. Roku 1971 rozhodnutím valného shromáždění OSN tchajwanskou republiku na postu stálého člena nahradila pevninská ČLR. Po rozpadu Sovětského svazu v roce 1991 Rusko informovalo, že jako následnický stát SSSR přebírá místo stálého člena, což poté Rada bezpečnosti schválila.
| Aktuální               | Při vzniku Rady bezpečnosti |
| ---------------------- | --------------------------- |
| Spojené státy americké |                             |
| Spojené království     |                             |
| Francie                |                             |
| Čína                   | Čínská republika            |
| Rusko                  | Sovětský svaz               |

### Nestálí členové
Nestálé členy Rady bezpečnosti volí Valné shromáždění na svém každoročním podzimním zasedání a zvolení členové nastupují do Rady k 1. lednu nadcházejícího roku. Jsou stanoveny regionální skupiny zemí, které navrhují ze svého středu jednu nebo několik kandidátských zemí. Skupina Afrika vysílá do Rady bezpečnosti tři nestálé členy, skupiny Asie, Latinská Amerika a Západní Evropa po dvou nestálých členech a skupina Východní Evropa (kam spadá ČR) jednoho zástupce. Jedním ze zástupců musí být arabská země spadající střídavě pod Afriku nebo Asii. Žádná země nemůže být zvolena do Rady bezpečnosti dvakrát bezprostředně po sobě, vždy musí následovat alespoň jednoletá přestávka.
| 1. 1. 2025 – 31. 12. 2026           | 1. 1. 2024 – 31. 12. 2025           |
| ----------------------------------- | ----------------------------------- |
| Somálsko (Afrika)                   | Slovinsko (Východní Evropa)         |
| Pákistán (Asie)                     | Guyana (Latinská Amerika a Karibik) |
| Panama (Latinská Amerika a Karibik) | Alžírsko (Afrika)                   |
| Dánsko (Západní Evropa a jiní)      | Sierra Leone (Afrika)               |
| Řecko (Západní Evropa a jiní)       | Jižní Korea (Asie)                  |

Zástupci všech členských zemí Rady bezpečnosti musejí být stále přítomni v newyorském sídle OSN, aby se Rada mohla v případě potřeby kdykoliv sejít ke svému zasedání.
V květnu 2023 uvedl ministr zahraničí Jan Lipavský, že Česká republika se bude ucházet o nestále místo v radě v roce 2031.

### Předsednictví
Předsednictví v radě se střídá po měsíci, podle abecedního pořádku anglických názvů zemí.
| Měsíc    | Název státu (anglicky)          | Report |
| -------- | ------------------------------- | ------ |
| Leden    | Alžírsko (Algeria)              |        |
| Únor     | Čína (China)                    |        |
| Březen   | Dánsko (Denmark)                |        |
| Duben    | Francie (France)                |        |
| Květen   | Řecko (Greece)                  |        |
| Červen   | Guyana (Guyana)                 |        |
| Červenec | Pákistán (Pakistan)             |        |
| Srpen    | Panama (Panama)                 |        |
| Září     | Jižní Korea (Republic of Korea) |        |
| Říjen    | Rusko (Russian Federation)      |        |
| Listopad | Sierra Leone (Sierra Leone)     |        |
| Prosinec | Slovinsko (Slovenia)            |        |

## Kompetence Rady bezpečnosti
Tento orgán zasedá stále a do jeho kompetence patří:
- zachování míru ve světě
- řešení sporů
- úprava zbrojení
- používání sankcí vůči narušiteli
- podnikání vojenských akcí proti agresoru
- navrhuje kandidáta na generálního tajemníka
- spolu s Valným shromážděním volí soudce mezinárodního soudního dvora
- předkládá zprávy o svojí činnosti valnému shromáždění

Rada bezpečnosti jako jediný orgán může nařídit použití síly při řešení ohrožení míru.

## Právo veta
Nejvýznamnější zvláštní pravomocí stálých členů RB OSN je neomezené právo veta, kdy kterýkoliv z nich může zablokovat jakékoliv rozhodnutí RB OSN.
Jako „veto“ se zde nazývá hlas jednoho ze stálých členů proti návrhu při hlasování. Veto se netýká procesních hlasování, rada proto může projednávat i návrhy, které budou pravděpodobně vetovány. Rada může hlasovat proti zájmům stálého člena, pokud není zastoupen na hlasování. Právo veta se ustanovilo zvykově v době korejské války, původně dle článku 27 Charty OSN musely návrhy získat devět hlasů, mezi nimi hlasy všech stálých členů. Tedy literu všichni stálí členové musí aktivně hlasovat pro návrh nahradila praxe žádný ze stálých členů nesmí aktivně hlasovat proti návrhu.
Právo veta je kontroverzní a v rozporu s principem rovnoprávnosti v rámci OSN, která tak nemůže účinně zasáhnout proti stálým členům, ani jimi chráněným státům, a to ani v případě, že se tyto státy dopouštějí válečných zločinů a zločinů proti lidskosti. Na druhou stranu přítomnost globálně významných mocností na rozhodnutích jim dodává váhu a přispívá ke stabilitě v mezinárodních vztazích. Právo veta pojišťuje přítomnost těchto mocností, aby kvůli vlastním zájmům organizaci neopustily a neřešily mezinárodní vztahy vlastními mocenskými prostředky, zatímco organizace by ztratila na významu. To byl osud Společnosti národů bez přítomnosti většiny tehdejších klíčových mocností před začátkem druhé světové války.
Mezi lety 1946 a 2016 bylo veto použito v celkem 195 případech (v některých otázkách jej použilo více členů současně). K roku 2016 použilo veto nejvíckrát Rusko (90 z nich jako Sovětský svaz). Sovětský ministr zahraničí z let 1957–1985 Andrej Andrejevič Gromyko, jenž uplatnil nejvíce vet v Radě bezpečnosti, získal od západních diplomatů přezdívku „Mr. Nět“ (Pan Ne).
| Počet použití práva veta 1946–2016 | Počet použití práva veta 1946–2016 |
| Stát                               | počet vet                          |
| ---------------------------------- | ---------------------------------- |
| Sovětský svaz / Rusko              | 105/239                            |
| Spojené státy americké             | 79/239                             |
| Spojené království                 | 29/239                             |
| Francie                            | 16/239                             |
| Čínská republika / Čína            | 10/239                             |

## Reforma Rady bezpečnosti
V současné době[ujasnit] probíhá diskuse o rozšíření stálého členství v Radě bezpečnosti. Nejsilnější předpoklady pro obsazení nových míst mají tyto státy: Brazílie, Indie, Japonsko a Německo. Brazílie je největší zemí latinské Ameriky. Indie je největší demokracií na světě a nejlidnatější zemí na světě. Navíc má třetí největší armádu na světě a vlastní jaderné zbraně. Japonsko a Německo patří mezi největší přispívatele do rozpočtu OSN.
Projekt rozšíření má mnoho kritiků. Mezi nejhlasitější odpůrce patří Argentina, Itálie, Jižní Korea, Mexiko a Pákistán. Evropští odpůrci prosazují místo německého křesla křeslo pro Evropskou unii.
Uvažuje se ještě o rozšíření o členské státy z Africké unie (Egypt, Nigérie a Jihoafrická republika) a muslimský stát.